# Amblyscarta lignea
Amblyscarta lignea är en insektsart som beskrevs av Fowler 1899. Amblyscarta lignea ingår i släktet Amblyscarta och familjen dvärgstritar. Inga underarter finns listade i Catalogue of Life.